# Arycanda infans
Arycanda infans là một loài bướm đêm trong họ Geometridae.